# نورفک (نبراسکا)
نورفک(به انگلیسی: Norfolk) شهری در ایالت نبراسکا کشور ایالات متحده آمریکا است که جمعیت آن در سرشماری سال ۲۰۱۰ میلادی، ۲۴٬۲۱۰ نفر بوده‌است.